# Jinping Lu
Jinping Lu (chiń. 金平路站) – stacja metra w Szanghaju, na linii 5. Znajduje się pomiędzy stacjami Dongchuan Lu i Huaning Lu. Została otwarta 25 listopada 2003.